# Ratman (manga)
Pour les articles homonymes, voir Ratman.
Ratman (ラットマン, Rattoman) est un manga écrit et dessiné par Sekihiko Inui. Il a été prépublié dans le magazine Monthly Shōnen Ace de l'éditeur Kadokawa Shoten entre juin 2007 et mai 2013,, et a été compilé en un total de douze tomes entre novembre 2007 et juillet 2013. La version française est éditée par Kana depuis le 27 avril 2012, date de sortie des 2 premiers tomes.

## Synopsis
Ce manga nous présente Shûto Katsuragi, jeune lycéen rêvant de devenir un super héros malgré sa petite taille mais ne diminuant en rien sa passion pour ces derniers et sa volonté d'un jour obtenir sa licence de super héros et ainsi revêtir le costume. 
Dans l'univers de ce manga les super héros sont monnaie courante et leurs rôles vont au-delà de celui d'arrêter les malfrats, ils sont en effet sponsorisés par diverses sociétés en faisant ainsi de véritable publicités vivantes. 
Que se passerait-il si Shûto voyait ses rêves brisés en devenant malgré lui un super vilain ? Ce manga relate cette histoire et nous dévoile au fil des tomes un monde bien moins manichéen que la simple rivalité super héros vs super vilain.

## Personnages
Shûto Katsurugi (葛城 修斗, Katsuragi Shūto)
Héros de l'histoire est âgé de 15 ans, il rêve depuis tout petit de devenir un super-héros. À la suite d'une mise en scène faite par une organisation maléfique du nom de JACKAL, il devient Ratman (ラットマン, Rattoman), un super-criminel à leur service. Il devra alors accomplir des méfaits au compte de Jackal petit à petit cela va changer et Shûto, même sous le costume de Ratman, deviendra le super-héros qu'il a toujours rêvé d'être.
Mirea Mizushima (水島 ミレア, Mizushima Mirea)
Amie et camarade de classe de Shûto, elle a un tempérament plutôt froid mais elle cache son amour pour Shûto. Elle est la sœur de Crea Mizushima, la chef de l'organisation criminelle Jackal. Elle s'occupe de la cuisine et du nettoyage de la base secrète. Elle est membre du club de secourisme du collège.
Rio Kizaki (姫崎 梨緖, Kizaki Rio)
Fille du président de l'association des super-héros, elle a un an de plus que Shûto et rêve tout comme lui de devenir une super-héroïne contre l'avis de son père. Elle vit dans une maison de luxe où elle s'entraîne aux arts martiaux. Mais depuis le cambriolage de sa maison par Ratman (autrement dit Shûto sous son masque de criminel) elle veut à tout prix l'arrêter d'elle-même.
Les Jackys (戦闘員ジャッキー, Sentōin Jakkī)
Membres de Jackal, ils sont costumés et masqués sous des traits rappelant un squelette. Ils sont les hommes de main et à tout faire de l'organisation et malgré leur maladresse ils suivent Shûto, aide Mirea, font les courses et le ménage, servent à l'entrainement de Ratman et tiennent un blog : http://jackall.blog113.fc2.com/ "le blog d'un simple soldat du mal" (page 37, tome 2). Ils sont un élément comique du manga.

## Liste des volumes et chapitres
| no | Japonais         | Japonais          | Français          | Français          |
| no | Date de sortie   | ISBN              | Date de sortie    | ISBN              |
| --- | ---------------- | ----------------- | ----------------- | ----------------- |
| 1 | 19 novembre 2007 | 978-4-04-713990-9 | 27 avril 2012     | 978-2-5050-1433-1 |
| Liste des chapitres : - Épisode 01: La naissance du plus petit des super-héros - Épisode 02: Le premier crime - Épisode 03: La ligne de front est violente pour le super-héros - Épisode 04: La jeune fille sentimentale aux ailes d'anges                                                                    |                  |                   |                   |                   |
| 2 | 26 avril 2008    | 978-4-04-715057-7 | 27 avril 2012     | 978-2-5050-1434-8 |
| Liste des chapitres : - Épisode 05: Une conférence mouvementée chez Jackal 1 - Épisode 06: Ce n'est pas un secret - Épisode 07: Ta marmite de bœuf est délicieuse !!! - Épisode 08: Une surprise-party pleine de super-héros !!! - Épisode 09: Vous pouvez vous le garder !!                                  |                  |                   |                   |                   |
| 3 | 26 août 2008     | 978-4-04-715106-2 | 8 juin 2012       | 978-2-5050-1460-7 |
| Liste des chapitres : - Épisode 10: La fin des illusions - Épisode 11: La mélancolie de Irea Mizushima - Épisode 12: Le groupe de défense d'Akihabara - Épisode 13: Je suis Fatman ! - Épisode 14: Les doutes de Rio                                                                                          |                  |                   |                   |                   |
| 4 | 26 février 2009  | 978-4-04-715187-1 | 24 août 2012      | 978-2-5050-1529-1 |
| Liste des chapitres : - Épisode 15: Le premier article sur moi, entre joie et honte !!? - Épisode 16: La menace de "S" - Épisode 17: Ombre et lumière - Épisode 18: J'arrête là - Épisode 19: L'entraînement de Shûto Katsuragi - Épisode EX: Tiny tot riot                                                   |                  |                   |                   |                   |
| 5 | 26 juin 2009     | 978-4-04-715261-8 | 5 octobre 2012    | 978-2-5050-1554-3 |
| Liste des chapitres : - Épisode 20: Fatman returns - Épisode 21: Trouble sisters - Épisode 22: Roiko est devenue folle ! - Épisode 23: Le garçon insensible et la jeune fille romantique |                  |                   |                   |                   |
| 6 | 26 mars 2010     | 978-4-04-715367-7 | 7 décembre 2012   | 978-2-5050-1588-8 |
| Liste des chapitres : - Épisode 24: Unchain - Épisode 25: Chaîne alimentaire - Épisode 26: Un monde avec des chaînes - Épisode 27: Désirs contradictoires - Épisode 28: Un combat acharné !! - Épisode EX: On recherche un profil de combattant bien particulier                                              |                  |                   |                   |                   |
| 7 | 26 juillet 2010  | 978-4-04-715483-4 | 19 avril 2013     | 978-2-5050-1767-7 |
| Liste des chapitres : - Épisode 29: Le facteur - Épisode 30: Le facteur II - Épisode 31: Shining Ray - Épisode 32: Les liens qui nous unissent - Épisode 33: Les cerisiers en fleurs au printemps - Épisode 34: Le jour de congé des sœurs Mizushima                                                          |                  |                   |                   |                   |
| 8 | 26 mars 2011     | 978-4-04-715622-7 | 7 juin 2013       | 978-2-5050-1866-7 |
| Liste des chapitres : - Épisode 35: La légende surpuissante de Shibuya ?!! - Épisode 36: En route pour la plage !! - Épisode 37: Le dernier cours de Billy (première partie) - Épisode 38: Le dernier cours de Billy (deuxième partie) - Épisode 39: La banqueroute ?!! Vraiment ? - Épisode 40: Match retour |                  |                   |                   |                   |
| 9 | 23 novembre 2011 | 978-4-04-120007-0 | 20 septembre 2013 | 978-2-5050-1867-4 |
| Liste des chapitres : - Épisode 41: Un autre "S" - Épisode 42: La cicatrice - Épisode 43: Il va falloir surfer sur la vague !! - Épisode 44: Super-héros contre super-héros - Épisode 45: Le deuxième round - Épisode 46: Un mince espoir - Épisode EX: Les journées tumultueuses de Mikoto Kujô              |                  |                   |                   |                   |
| 10 | 26 juin 2012     | 978-4-04-120237-1 | 6 décembre 2013   | 978-2-5050-1868-1 |
| Liste des chapitres : - Épisode 47: Conclusion - Épisode 48: L'homme qu'on appelle Sin - Épisode 49: La vérité dissimulée - Épisode 50: Deuxième intrusion chez les Kizaki ! - Épisode 51: Souvenirs - Épisode EX: Un objet précieux                                                                          |                  |                   |                   |                   |
| 11 | 26 février 2013  | 978-4-04-120606-5 | 18 avril 2014     | 978-2-5050-6022-2 |
| Liste des chapitres : - Épisode 52: La lueur d'espoir - Épisode 53: Le premier super-héros - Épisode 54: Le message - Épisode 55: Le plus petit des super-héros - Épisode 56: Le péché |                  |                   |                   |                   |
| 12 | 26 juillet 2013  | 978-4-04-120804-5 | 22 août 2014      | 978-2-5050-6097-0 |
| Liste des chapitres : - Épisode 57: L'héritage négatif - Épisode 58: Le dernier appel des super-héros - Épisode 59: Le désastre - Dernier épisode: Quand tu as compté sur moi... - Épilogue: Après le plus petit des super-héros                                                                              |                  |                   |                   |                   |

### Kadokawa
1. 1 2  Tome 1
2. 1 2  Tome 2
3. 1 2  Tome 3
4. 1 2  Tome 4
5. 1 2  Tome 5
6. 1 2  Tome 6
7. 1 2  Tome 7
8. 1 2  Tome 8
9. 1 2  Tome 9
10. 1 2  Tome 10
11. 1 2  Tome 11
12. 1 2  Tome 12

### Manga Kana
1. 1 2  Tome 1
2. 1 2  Tome 2
3. 1 2  Tome 3
4. 1 2  Tome 4
5. 1 2  Tome 5
6. 1 2  Tome 6
7. 1 2  Tome 7
8. 1 2  Tome 8
9. 1 2  Tome 9
10. 1 2  Tome 10
11. 1 2  Tome 11
12. 1 2  Tome 12